# Эллен Дрю
Эстер Лоретта Рэй (англ. Esther Loretta Ray; 23 ноября 1915 — 3 декабря 2003) — американская актриса.
Родилась в Канзас-Сити, Миссури. С детства участвовала в различных конкурсах красоты. Переехав в Голливуд устроилась в кафе-мороженое, где одним из клиентов был актёр Уильям Демарест. Он обратил внимание на девушку и в конце концов помог ей попасть в кино.
С 1938 по 1943 год Дрю снималась в фильмах студии Paramount Pictures, среди которых «Пойте, грешники» (1938) с Бингом Кросби и «Леди из Кентукки» (1939) с Джорджем Рафтом. Её партнёрами по съёмкам были Рональд Колман, Уильям Холден, Бэзил Рэтбоун, Дик Пауэлл и Роберт Престон.
Также актриса снялась в фильмах «Рождество в июле» (1940), «Остров мёртвых» (1945), «Джонни О’Клок» (1947), «Человек из Колорадо» (1948), «Преступный путь» (1949) и «Аризонский барон» (1950) с Винсентом Прайсом в главной роли. В 1950-х годах карьера актрисы пошла на спад, она снималась в основном на телевидении. Одной из последних для Эллен Дрю стала роль Джулии Уэбберли в эпизоде телесериала «Перри Мейсон».
Эллен Дрю скончалась 3 декабря 2003 года в Палм-Дезерт, Калифорния.